# Chloropoea xantha
Chloropoea xantha är en fjärilsart som beskrevs av Edward Bagnall Poulton 1925. Chloropoea xantha ingår i släktet Chloropoea och familjen praktfjärilar. Inga underarter finns listade i Catalogue of Life.